# Кармен Лувана
Кармен Лувана (на английски: Carmen Luvana) е бивша американска порнографска актриса от испанско-пуерторикански произход.

## Ранен живот
Родена е на 23 август 1981 г. в Бруклин, Ню Йорк, САЩ. През 1986 г., когато е на пет години, семейството ѝ се премества да живее в Пуерто Рико. През 1999 г., на 18-годишна възраст, тя се връща в САЩ и отива в Маями, където започва да работи като танцьорка в стриптийз клубове.

## Кариера
В стриптийз клуб, където работи, е забелязана за първи път от хора от порнобизнеса, които ѝ предлагат да се снима в порнографски филми. Тя обаче иска да прави сцени само с презерватив и след като получава отговор, че това няма как да стане, отклонява предложението. След известно време отново ѝ предлагат да се пробва в няколко порнофилма, като ѝ обещават значително възнаграждение и сцени само с презерватив. Тя се съгласява да опита и заминава на 16 ноември 2001 г. за Лос Анджелис, а на 21 ноември снима първата си секс сцена във филма „More Dirty Debutantes 211“, като партньор ѝ е Ед Пауърс. Прави седем филма с презервативи, след което сама решава, че е по-добре да снима без тях.
Пред камерата прави най-вече вагинален секс, орален секс, мастурбации, лесбийски секс, но има и няколко сцени с анален секс. За първи път снима анален секс във филма „Перфектната секретарка“ (2005 г.), като ѝ партнира Винсънт Вега.  Играе главна роля в една от най-мащабните и високобюджетни порнопродукции – „Пирати“.
На корицата е на еротичните списания „Хъслър“, „Клуб“, „Oui“ и „Genesis“, има и фотосесия за Maxim. Статия за нея публикува испаноезичното списание „Mira!“  Участва в националното телевизионно шоу Extra!, в шоуто на Хауърд Стърн, а също така гостува в „Плейбой ТВ“, „Шоуто на Том Лейкис“, Rover’s Morning Glory  и радио KSEX. 
Участва в редица еротични изложения и еротични шоу програми – AVN Adult Entertainment Expo в Лас Вегас, Erotica L.A. в Лос Анджелис, Déjà Vu Adult Emporium в Лас Вегас , Private Dancer Party  в клуб Spearmint Rhino, в Erotic Masquerade Ball през 2004 г. в Торонто, Канада  и др.
Изобразена е на портрет от художника и скулптор от венецуелски произход Хулио Агилера.
Кариерата ѝ в порноиндустрията продължава до 2008 г. Тя споделя, че е доволна от своя избор да стане порноактриса: „Аз обичам да пътувам, да срещам нови хора, а благодарение на работата си пътувам много. Станах по-отворена, по-сексуална. Порното ме промени към по-добро“.

## Награди и номинации
Зали на славата и награди за цялостно творчество
- 2008: NightMoves зала на славата.[13]

Носителка на награди
- 2002: CAVR награда за най-добра нова звезда.[14]
- 2003: XRCO награда за звезда на годината.[15][16]
- 2003: NightMoves награда за най-добра нова звезда (избор на феновете).[17]
- 2003: Adam Film World награда за най-добра нова звезда.[18]
- 2004: Награда от „Ksex radio“
- 2004: XRCO награда за най-добра сцена с две момичета – „Моите игри – Джена Джеймисън 2“ (с Джена Джеймисън).[19]
- 2005: NightMoves награда за най-добра актриса/жена изпълнител (избор на феновете).[13]
- 2006: F.A.M.E. награда за най-добра орална звезда.[20]

Номинации
През 2003 г. е номинирана за AVN награда за най-добра нова звезда.
Следваща година получава номинации за AVN награди за изпълнителка на годината, най-добра актриса (видео), най-добра соло секс сцена. В Германия е сред номинираните за Venus награда за най-добра американска актриса.
През 2007 г. има номинация за AVN награда за звезда на годината на договор.
Сред получените от нея номинации през 2008 г. са тези за AVN награди за най-добра актриса във видео и за най-добра секс сцена само с момичета във видео („Рай“ с Кортни Къмз), както и за XBIZ награда за изпълнителка на годината.